# Mental (film, 2012)
Pour les articles homonymes, voir Mental.
Pour plus de détails, voir Fiche technique et Distribution.
Mental est un film américano-australien réalisé par Paul John Hogan, sorti en 2012.

## Fiche technique
- Titre français : Mental
- Réalisation : Paul John Hogan
- Scénario : Paul John Hogan
- Musique : Michael Yezerski
- Production : Todd Fellman, Sean Gesell, Gary Hamilton, Jocelyn Moorhouse, Rebekka Schafferius, Janet Zucker et Jerry Zucker
- Pays d'origine : États-Unis - Australie
- Format : Couleurs - 35 mm - 1,85:1 - Dolby Digital
- Genre : comédie dramatique
- Dates de sortie : 
  -  Australie : 18 août 2012 au Festival international du film de Melbourne, 4 octobre 2012 (sortie nationale)
  -  États-Unis : 5 janvier 2013 au Festival international du film de Palm Springs, 29 mars 2013 (sortie nationale)

## Distribution
- Liev Schreiber : Trevor Blundell
- Toni Collette : Shaz
- Caroline Goodall : Doris
- Anthony LaPaglia : Barry Moochmore
- Kerry Fox : Nancy
- Rebecca Gibney : Shirley Moochmore
- Lily Sullivan : Coral Moochmore
- Deborah Mailman : Sandra